# 전후

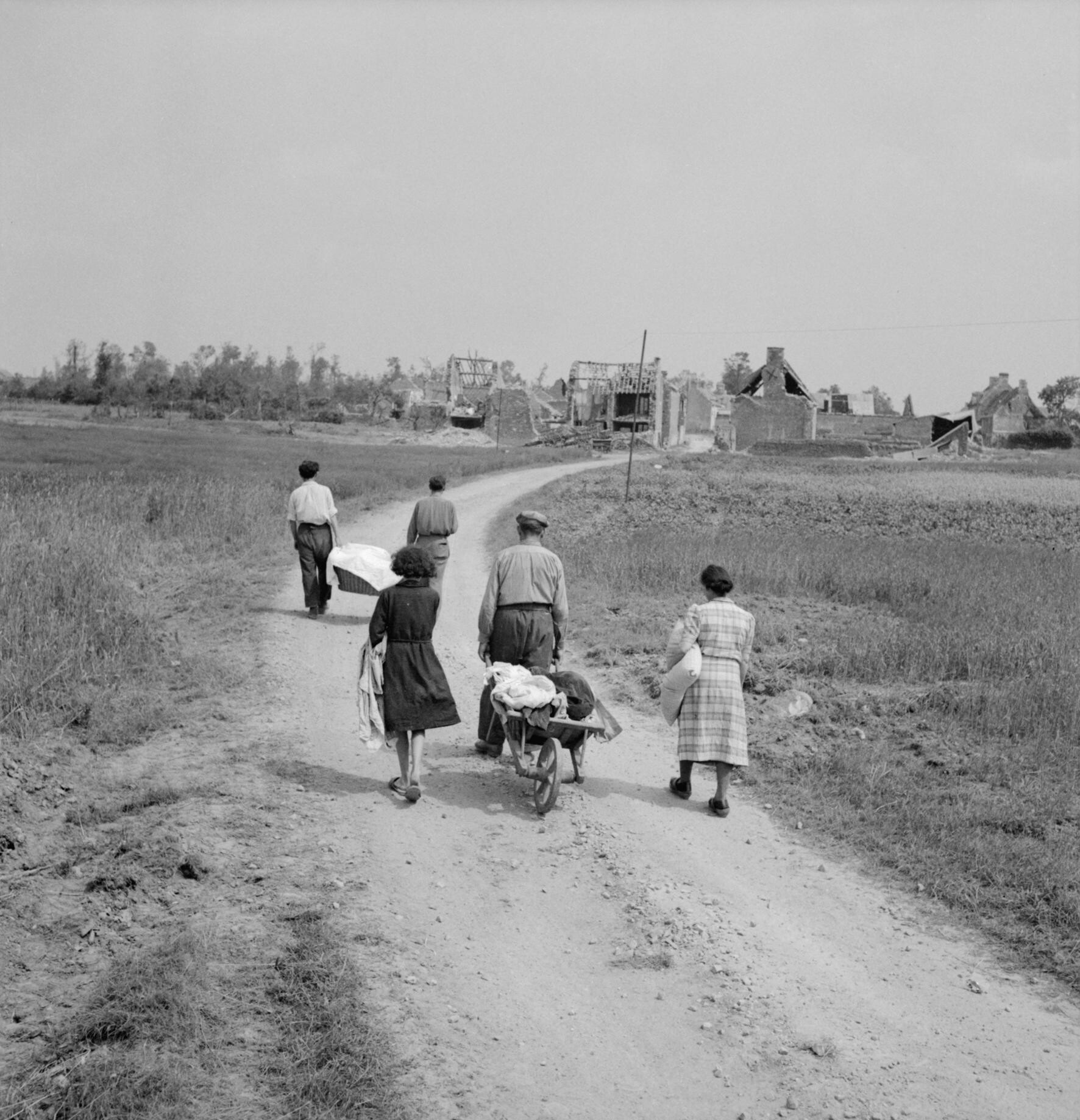
전쟁이 끝난 후 노르망디 상륙으로 완전히 폐허가 되어버린 캉 북동쪽의 뷔롱이라는 마을로 돌아가는 프랑스인 가족 (1944년 7월 18일)

북반구의 "동맹국": 파란색은 NATO, 빨간색은 바르샤바 조약

전후(戰後)는 전쟁이 지난 후를 부르는 말이다. 대체로 제2차 세계대전 직후인 1945년 이후의 다양한 기간을 이르는 말이기도 하다.
전후 시대는 제2차 세계 대전 종전부터 냉전의 시작과 이오시프 스탈린의 사망까지 지속된 시대이다. 이 시기에는 국가의 여러 기관들이 세워지고 경제가 발달했으며, 전쟁에서 발생한 피해 대부분이 회복되었다. 음식을 비롯한 모든 종류의 생산품의 결핍과, 나쁜 생활 조건들이 이 시기에 주로 나타난 특징이었다.
독일에서는 중요한 전후 시기가 여러 번 있었으나, (1648년의 30년 전쟁 이후, 1815년의 빈 회의 이후, 1918년의 제1차 세계 대전 이후와 베르사유 조약) 전후(독일어로 Nachkrieg, 전후 시대란 의미로는 Nachkriegszeit)는 오직 1945년 이후의 전후시대를 일컫는데에 사용된다.
전후에 국가는 사회적으로 여러 가지 문제를 해결해야 한다. 대한민국의 경우 한국 전쟁 이후, 한반도 전체가 폐허가 되어 전후처리를 해야만 했고 일본도 2차 대전 이후 열도 전체가 폐허가 된 위에서 전후 자유주의가 새로 태동하였다.

## 같이 보기
- 전간기
- 재건 시대
- 탈냉전 시대